# Delhi (Califòrnia)
Delhi és una concentració de població designada pel cens dels Estats Units a l'estat de Califòrnia. Segons el cens del 2000 tenia 8.022 habitants.

## Demografia
Segons el cens del 2000, Delhi tenia 8.022 habitants, 2.126 habitatges, i 1.832 famílies. La densitat de població era de 666,1 habitants/km².
Dels 2.126 habitatges en un 56,4% hi vivien nens de menys de 18 anys, en un 67,1% hi vivien parelles casades, en un 12,3% dones solteres, i en un 13,8% no eren unitats familiars. En el 10,8% dels habitatges hi vivien persones soles el 4,4% de les quals corresponia a persones de 65 anys o més que vivien soles. El nombre mitjà de persones vivint en cada habitatge era de 3,75 i el nombre mitjà de persones que vivien en cada família era de 4.
Per edats la població es repartia de la següent manera: un 37% tenia menys de 18 anys, un 10,3% entre 18 i 24, un 31,9% entre 25 i 44, un 14,9% de 45 a 60 i un 5,9% 65 anys o més.
L'edat mediana era de 27 anys. Per cada 100 dones de 18 o més anys hi havia 102,1 homes.
La renda mediana per habitatge era de 41.629 $ i la renda mediana per família de 42.702 $. Els homes tenien una renda mediana de 31.321 $ mentre que les dones 19.777 $. La renda per capita de la població era de 12.960 $. Entorn del 9,8% de les famílies i el 15,1% de la població estaven per davall del llindar de pobresa.

## Poblacions més properes
El següent diagrama mostra les poblacions més properes.